# 김강민 (1995년)
김강민(1995년 8월 17일~)은 대한민국의 배우, 모델이다.
1995년 8월 17일 제주특별자치도 제주시에서 출생한 그는 2016년 F/W 헤라 서울패션위크 서울컬렉션을 통해 모델로 데뷔하였고 2019년 CH.DIA 드라마 《알랑말랑》 (웹 드라마)을 통해 배우로 데뷔하였다.

## 학력
- 중앙대학교 공연영상창작학부 연극전공 (휴학)
- 경북대학교 상주캠퍼스 패션디자인과 (중퇴)

## 경력
- 2016년 F/W 헤라 서울패션위크 서울컬렉션 모델

## 출연 작품

### 드라마
| 연도 | 방송사      | 제목                   | 역할   | 비고      |
| ---- | ----------- | ---------------------- | ------ | --------- |
| 2019 | CH.DIA      | 알랑말랑               | 천정석 | 웹 드라마 |
| 2019 | 딩고 픽처스 | 라이크                 | 강서준 | 웹 드라마 |
| 2020 | KBS 2TV     | 영혼수선공             | 김영석 |           |
| 2020 | 채널A       | 여름아 부탁해          | 강혁   |           |
| 2021 | TvN         | 간 떨어지는 동거       | 정석   |           |
| 2021 | MBC         | 옷소매 붉은 끝동       | 김두성 |           |
| 2022 | KBS 2TV     | 현재는 아름다워        | 현정후 | 주연      |
| 2024 | 남양유업    | 친하게? 아니, 달콤하게 | 진한   | 웹드라마  |

### 영화
| 개봉 연도 | 제목      | 역할 | 비고 |
| --------- | --------- | ---- | ---- |
| 2022      | 룸 쉐어링 | 성진 | 주연 |

### 뮤직비디오
| 연도 | 가수      | 노래                  | 공동 출연 | 비고 | 출처 |
| ---- | --------- | --------------------- | --------- | ---- | ---- |
| 2016 | 윤종신 켄 | 늦잠(With 켄 Of 빅스) |           |      | 보기 |
| 2019 | 민서      | 2cm(Feat. 폴 킴)      |           |      | 보기 |
| 2019 | 체리비    | Lovin' U              |           |      | 보기 |
| 2021 | 지아      | 부디                  |           |      | 보기 |
| 2021 | 지아      | 여가                  |           |      | 보기 |